# Chelle Lis
Rachel Deekman-Boldewijn (Paramaribo, 28 februari 1995), meer bekend als Chelle Lis, is een Surinaams actrice, cabaretier, stand-upcomedian, schrijver en regisseur. Chelle Lis begon haar acteercarrière op zeventienjarige leeftijd, toen ze zich aansloot bij het theatergezelschap "Jong A Sa Go", waar ze actief was tot haar 21ste jaar. Ze was ook lid van "Naks Theater" en het toneelgezelschap "Moksi Patoe", hoewel dit gezelschap momenteel niet meer actief is.
Naast haar werk als actrice heeft Chelle Lis zich ook gepositioneerd als stand-upcomedian. Haar debuut in de stand-up comedy wereld vond plaats op 29 juli 2023, toen ze optrad in de show "De naakte waarheid over seksualiteit" van seksuoloog en therapeut Mike Roseval. Chelle Lis wordt geprezen om haar scherpe humor en haar vermogen om belangrijke sociale kwesties met een komische twist te bespreken.
Chelle Lis is een veelzijdige kunstenaar die niet alleen op het podium acteert en optreedt, maar ook haar creativiteit uitdrukt als schrijver en regisseur.

## Biografie
Chelle Lis is de dochter van Raymond Boldewijn en Hiliante Lisand en groeide op in Balona, waar ze haar jeugd doorbracht. Van jongs af aan stond ze bekend als een spraakzaam en energiek kind, wat zich ook op school uitte. 
Ze volgde haar basisonderwijs aan de O.S. R. A. Tamengaschool, haar VOJ-onderwijs aan de W.S.R. Ritfeldschool en rondde haar VOS-onderwijs af aan het Surinaams Pedagogisch Instituut (SPI). Momenteel is ze student aan de University of Applied Sciences and Technology (UNASAT). In 2013 deed ze met haar school mee aan de scholencompetitie "Got Talent", waarin ze de vijfde plaats behaalde. Later studeerde ze twee jaar journalistiek, voordat ze besloot om naar Fiji te vertrekken, waar ze werkte voor een internationaal callcenter.
Naast haar passie voor theater en comedy heeft Chelle Lis in het verleden slagbal gespeeld.
Chelle Lis begon haar acteercarrière op zeventienjarige leeftijd bij "Jong A Sa Go", waar ze actief bleef tot haar 21ste jaar. Ze speelde ook verschillende rollen in theatervoorstellingen van "ASAGO". Vervolgens werd ze lid van "Naks Theater" en het toneelgezelschap "Moksi Patoe", dat inmiddels niet meer actief is. In 2019 en 2023 speelde ze de rol van Trees Bot in de theatervoorstelling "Na Famirman Du" van "Naks Theater".
In 2020 werd Chelle Lis beëdigd als penitentiaire ambtenaar bij het ministerie van Justitie en Politie. In 2024 besloot ze haar carrière in het gevangeniswezen buiten bezwaar te beëindigen om zich volledig te richten op haar werk als entertainer.
Chelle Lis wordt begeleid door Astrid van Eer, die eerder ook de trainer en regisseur was van wijlen Stephen 'Wesje' Westmaas.

## Carrière
Chelle Lis begon haar online carrière in februari 2022 met een dansvideo op TikTok, die viraal ging. Na meerdere virale video's begon ze met het schrijven en opnemen van komische sketches, waarmee ze snel aan populariteit won.
Op 17 februari 2023 startte ze met "Nieuws met Chelle Lis", een komische nieuwsrubriek. Oorspronkelijk maakte ze een humoristische video over een plundering in het centrum van Paramaribo, maar besloot deze niet te posten. Na maanden maakte ze een nieuwe versie over een ander geval, die ze wél online plaatste, en zo ontstond "Nieuws met Chelle Lis".
Op 29 juli 2023 maakte Chelle Lis haar debuut als stand-upcomedian in de show "De naakte waarheid over seksualiteit" van seksuoloog en therapeut Mike Roseval. Na haar succesvolle debuut trad ze ook op in de comedyshow van Lovella Telesford en later in de show van Nickms, beter bekend als Ovopapi en Badman.
Op 24 november 2024 schreef Chelle Lis geschiedenis door als eerste vrouwelijke stand-upcomedian het Nesty Indoor Stadion (NIS) volledig te vullen met haar solovoorstelling "Laat Chelle je vertellen: Van je familie moet je het hebben", in samenwerking met Snew Productions.
In 2025 was ze te zien in de comedyshow "Nieuwjaarsrede", waarin ze het podium deelde met Clifton Braam, Sally the Rising Star en andere bekende comedians. Daarnaast trad ze als enige vrouwelijke comedian op in de Nederlandse comedyshow "Fatu".
Naast stand-upcomedy is Chelle Lis actief in televisie en theater. In 2024 vertolkte ze de hoofdrol van Mama Natasha in de Surinaamse comedyserie "Mozes, Huize Anton".
Op 1 maart 2025 maakte Chelle Lis via haar Facebookpagina bekend dat ze samen met de bekende cabaretier Roué Verveer zal optreden in Nederland in de zomer van 2025. Ze schreef hierover:
"He popped the question and I said yes. Nederland, zijn jullie ready? Roué meets Chelle deze zomer!"
Chelle trad op als een van de artiesten in het voorprogramma van de solovoorstelling Land van "Melk en Honing" van Dyon Denswil. De première vond plaats op 30 april 2025 in de Assuria High Rise, gevolgd door een tweede voorstelling op 2 mei op dezelfde locatie. Op 3 mei werd de show opgevoerd in Ballroom Torarica.
In juli 2025 werd de comedyshow "Roué meets Chelle" een groot succes. De voorstelling speelde zeven keer voor uitverkochte zalen op 6, 9, 11, 12 en 13 juli 2025 in steden als Rotterdam, Zoetermeer, Almere en Amsterdam. De mini-tour werd met een feestelijke slotvoorstelling, die werd gekenmerkt door enthousiaste en positieve reacties van het publiek.
Tijdens de laatste optreden kondigde Roué Verveer onverwachts aan dat Chelle op 21 november zou terugkeren naar Nederland voor een optreden tijdens de Srefidensi Comedyshow. Volgens Verveer was Chelle zelf nog niet op de hoogte van deze afspraak, die via haar management was geregeld. Het nieuws werd door het publiek met enthousiasme ontvangen en leidde tot een staande ovatie.
"De Srefidensi Comedyshow" wordt in 2025 georganiseerd ter gelegenheid van de vijftigste verjaardag van de onafhankelijkheid van Suriname. Chelle zal samen met Roué Verveer en andere cabaretiers en comedians, waaronder Deng Boy, Jay Francis, Gillion Slory, Lucinda Sedoc, Howard Komproe en Murth Mossel, optreden. Er zijn drie shows gepland: op 21 november in Rotterdam, 23 november in Amsterdam en 25 november in Almere.
Na haar "Roué meets Chelle" tour keerde ze terug naar Suriname, want op 26 en juli werd ‘Laat Chelle je vertelle!’ herhaald in Thalia.

## Privéleven
In 2022 trouwde Chelle Lis met haar man, Rafanelly Deekman, en kort daarna kregen zij samen een dochter.

## Cabaretprogramma's
- 2023: De naakte waarheid over seksualiteit
- 2023: We Gaan Kwijt!
- 2023: NICKMS: BADMAN
- 2024: Laat Chelle je vertellen: Van je familie moet je het hebben
- 2025: Nieuwjaarsrede'
- 2025: Fatu
- 2025: Melk en Honing
- 2025: Roué meets Chelle
- 2025: De Srefidensi Comedyshow (upcoming)

## Filmografie

### Televisie
- 2024: Mozes, Huize Anton – ATV, rol: Mama Natasha

### Film
- 2025: Katibo – rol: Sophie

### Sketches
- 2023: Nieuws met Chelle Lis – rol: Chelle

## Prijzen
| Jaar | Uitslag  | Prijs               | Categorie               |
| ---- | -------- | ------------------- | ----------------------- |
| 2024 | Gewonnen | Apintie TV en Radio | Vrouw van het jaar 2024 |